# Xibalbá
En la mitología maya, Xibalbá o Xib'alb'a (del quiché: Xibalbá ‘Lugar oculto’‘xibil, ocultar’) es el mundo subterráneo regido por las divinidades de la enfermedad y de la muerte: Hun-Camé y Vucub-Camé. Forma parte importante dentro del ciclo mítico de los gemelos Hunahpú e Ixbalanqué, narrado en el Popol Vuh de la cultura maya quiché. En el siglo XVI, tradicionalmente se le ubicaba a la entrada de una caverna cercana a la localidad de Alta Verapaz, en las cercanías de Cobán, Guatemala.

## Mitología
El Xibalbá se conoce principalmente por la descripción que de él hace el Popol Vuh ("Pop wuj", en quiché), cuya traducción sería Libro del Consejo o Libro de la Comunidad, descubierto en época posterior a la conquista española, en el siglo XVIII, traducido al latín por fray Francisco Ximénez desde una perspectiva católica. De ahí que se refiera al Xibalbá con mucha semejanza al infierno del cristianismo, consistente en un mundo telúrico, gobernado por los Ajawab del Xibalbá o los "señores del inframundo".[cita requerida]
Sin embargo, el concepto de "mal" aparece representado de manera explícita en las características de otros seres de la mitología maya: por ejemplo, Wuqub Qak'ix y su familia, o mediante defectos en las personalidades de los primeros seres humanos creados. Xibalbá no es entonces el infierno, ya que representa a la muerte y la enfermedad, vistas como parte de la existencia y no como castigo. Es más preciso referirse a Xibalbá como el inframundo.[cita requerida]
Una de las partes del Popol Vuh narra el enfrentamiento entre los Señores de Xibalbá y dos pares de gemelos divinos: en primer lugar, Hun-Hunahpú y Vucub-Hunahpú; y luego, tras ser derrotados, los hijos del primero de ellos: Hunahpú e Ixbalanqué, que saldrán victoriosos gracias a su ingenio y a su conocimiento de la magia.[cita requerida]
En ambos casos, los gemelos son llamados por los señores principales del Xibalbá Hun Camé (Uno Muerte) y Vucub Camé (Siete Muerte), debido al escándalo que provocaban al realizar el juego de pelota, por lo que les retan a jugar en sus dominios.
La derrota de Hun-Hunahpú y Vucub-Hunahpú les trae como consecuencia la muerte y el posterior descuartizamiento, y colocan sus cabezas en las ramas de un árbol del mundo inferior que, tras esto, floreció y dio frutos. De uno de esos frutos saldría la savia que tocaría Ixquic, señora también del Xibalbá, con lo cual quedaría encinta de Hunahpú e Ixbalanqué.

## Descripción

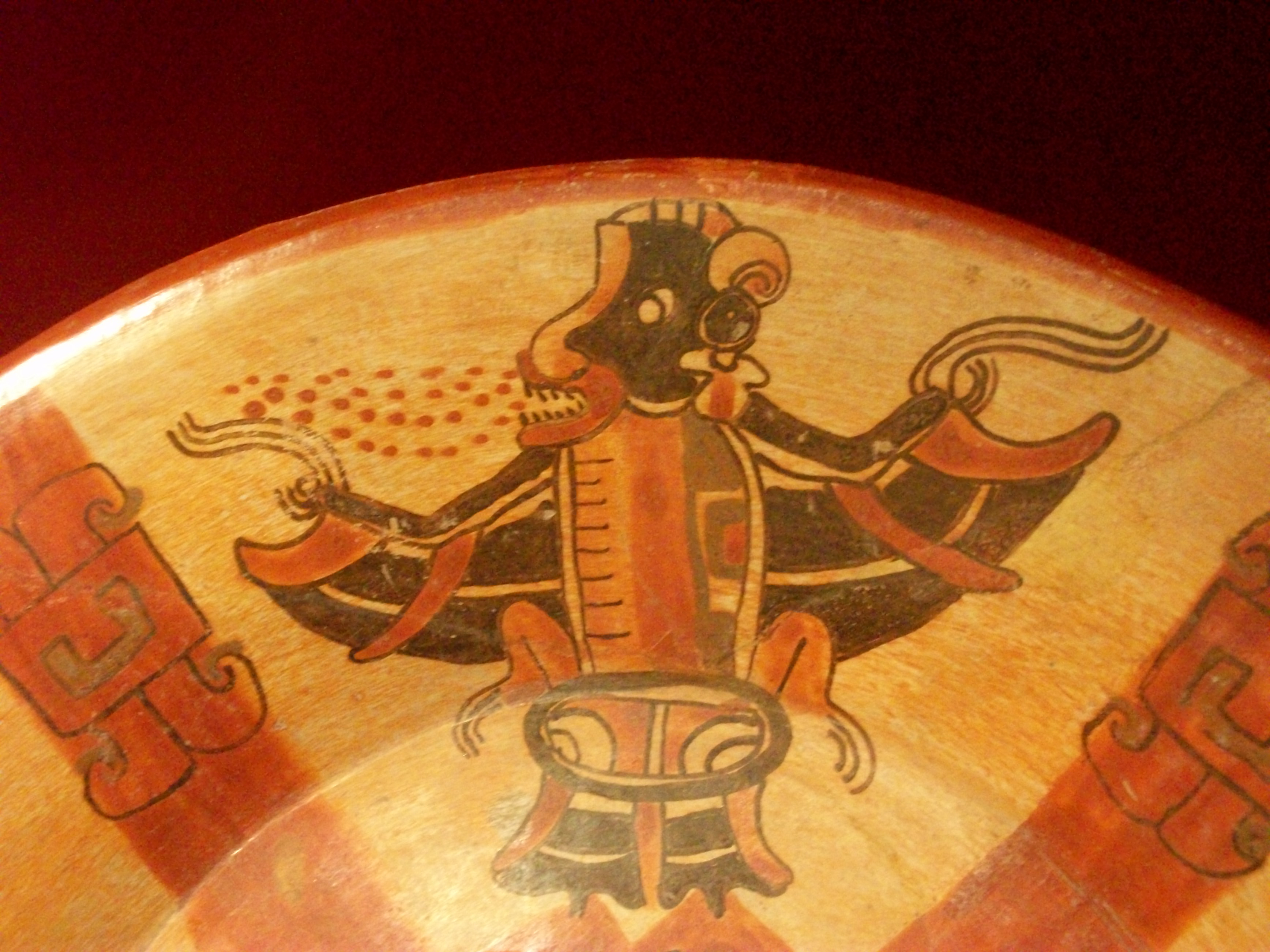
Murciélago del inframundo maya. Representado en un plato de cerámica policromado del Período Clásico. Balamkú, Campeche, México.

Se hace, durante el relato de las andanzas de los héroes del Popol Vuh, una descripción de Xibalbá y del camino que hay que recorrer antes de llegar a él:

«Después descendieron al camino que lleva a Xibalbá, de pendientes muy en declive. Habiendo descendido así, llegaron al borde de los ríos encantados de barrancos llamados Barranco Cantante Resonante, Barranco Cantante, que pasaron sobre ríos encantados con árboles espinosos; innumerables [eran] los árboles espinosos, pasaron sin hacerse daño. En seguida llegaron al borde del río de la Sangre , [y] allí pasaron sin beber. Llegaron a otro río, de agua solamente; no habiendo sido vencidos, lo pasaron también. Entonces llegaron allí donde cuatro caminos se cruzaban: allí fueron vencidos, allí donde cuatro caminos se cruzaban. Un camino rojo, un camino negro, un camino blanco, un camino amarillo; cuatro caminos.»
Popol Vuh. 12.

De esta manera, el camino hacia Xibalbá se describe como un descenso por unas escaleras muy inclinadas que desembocan en la orilla de un río, el cual recorre barrancos y jícaros espinosos. A continuación, hay otros ríos e incluso uno de sangre, y después se abre un cruce de cuatro caminos: uno rojo, otro blanco, otro amarillo y otro negro. Este último es el que se dirige a Xibalbá, exactamente a la sala del consejo de los Señores de Xibalbá.[cita requerida]
En cuanto a las pruebas que los Señores de Xibalbá hacían pasar, el Popol Vuh cuenta que eran muchos los lugares de tormento y los castigos de Xibalbá:
- El primero era la Casa oscura, "en cuyo interior sólo había tinieblas";
- El segundo era la Casa del frío, donde "un viento frío e insoportable soplaba en su interior";
- El tercero era la Casa de los jaguares, donde los jaguares "se revolvían, se amontonaban, gruñían y se mofaban";
- El cuarto era la Casa de los murciélagos, donde "no había más que murciélagos que chillaban, gritaban y revoloteaban en la casa";
- El quinto se llamaba la Casa de los cuchillos, "dentro de la cual sólo había navajas cortantes y afiladas".[cita requerida]

En otra parte del Popol Vuh, dice que hay una sexta casa, llamada la Casa del calor, "donde sólo había brasas y llamas".[cita requerida]